# Тоне Селишкар
Антон „Тоне“ Селишкар (словен. Tone Seliškar; Љубљана, 1. април 1900 — Љубљана, 10. август 1969) је био словеначки књижевник који се највише оријентисао писању дела за дечји узраст.

## Биографија
Тоне Селишкар је рођен у радничкој породици у предграђу Љубљане. Већ у основној школи је показао велико интересовање и таленат за писање. Дуго је радио као професор, прво у Цељу, а затим у Трбољу. Учествовао је у НОБ-у, где је радио на уређивању партизанских часописа.
Његови радови су заступљени у зборнику социјалне лирике «Књига другова» 1929. године. Кроз своја дела показује пуно ширине и разумевања пишући о искушењима и узбуђењима младости.

## Дела

### Поезија
- Трбовље (1923)[2]
- Књига другова (1929)
- Песме очeкивања (1937)
- Непријатељ (1944)
- У крилу домовине (1947)
- Песме и препеви (1957)

### Проза
- Насукани брод (1932)
- Кућа без прозора (1936)
- Руке Андреја Подлипника
- Ми ћемо победити (1946)
- Ноћ и свитање (1946)
- Тржишна цеста (1947)
- Људи са црвеним цветом (1961)

### Дела за младе
- Руди (1929)
- Дружина сињег галеба (1936)[3]
- Јанко и Метка (1939)[4]
- Бујица (1939)
- Другови (1946)[5]
- Муле (1948)
- Лисчки (1950)
- Дјед сом (1953)[6]
- Посада без брода (1955)
- Индијанци и гусари (1957)[7]
- Велика гала представа (1958)[8]
- Девојчица са херојским срцем (1959)[9]
- Рибар Лука и делфин (1963)